# كيفن تيري
كيفن تيري (بالإنجليزية: Kevin Terry)‏ (3 يوليو 1958 بلندن في المملكة المتحدة - ) هو مدرب كرة قدم وحكم كرة قدم ولاعب كرة قدم أمريكي في مركز الهجوم. لعب مع Oklahoma City Slickers ‏ وكليفلاند كوبراز ‏ وكليفلاند فورس ‏.